# 佩爾狄卡斯 (將軍)
佩爾狄卡斯（??—前321年），是歐邁尼斯下的一位部將，在對抗安提柯的戰爭中，他籌畫叛離歐邁尼斯並準備加入安提柯陣營。在歐邁尼斯得知這個消息後，立即派菲尼克司率軍前去對付他，菲尼克司在晚上突襲佩爾狄卡斯的營帳，俘虜了他，並把他交給歐邁尼斯處死。

## 來源
1. ↑   西西里的狄奧多羅斯, Bibliotheca, xviii. 40

- 威廉·史密斯，《希腊羅馬的神話和傳記辭典》, "Perdiccas (2)", 波士頓, (1867)